# Tomtabacken
Der Tomtabacken ist mit 377 Metern über dem Meeresspiegel die höchste Erhebung von Småland, dem Südschwedischen Hochland und Götaland. Der Berg befindet sich auf dem Gemeindegebiet von Nässjö, etwa 22 km südwestlich vom Hauptort. Auf dem ziemlich flachen Gipfel gibt es einen Aussichtsturm, mit einem meilenweiten Blick über die småländische Landschaft.
Im Januar ist die Durchschnittstemperatur auf Tomtabacken −4 °C, genauso kalt wie in zum Beispiel Dalsland oder Uppland. Aber nicht nur im Winter ist die Temperatur niedriger als die der Umgebung, im Juli ist die Durchschnittstemperatur 14 °C – dieselbe Durchschnittstemperatur wie in Jokkmokk am Polarkreis.
Es gibt zwei Möglichkeiten, auf den Tomtabacken zu kommen: zu Fuß am Wanderpfad Höglandsleden entlang, der gerade am Turm vorbeigeht. Man kann auch mit Auto von Malmbäck oder Vrigstad fahren. Es gibt einen Parkplatz in der Nähe des Aussichtsturms (Platz für etwa fünf Autos). Davon geht man eine kurze Strecke zu Fuß. Der Turm ist vom Parkplatz aus sichtbar. Am Turm ist ein Schild befestigt, das darauf aufmerksam macht, dass das Hochklettern auf eigenes Risiko erfolgt.
|  |  |